# Ischigualasto
Das Naturreservat Ischigualasto liegt im Nordwesten Argentiniens, im äußersten Nordosten der Provinz San Juan. Wegen seiner extremen Trockenheit wird es auch Valle de la Luna (Mondtal) genannt. Es liegt in unmittelbarer Nähe des Nationalparks Talampaya und wurde gemeinsam mit diesem 2000 von der UNESCO zum Weltnaturerbe erklärt. Geologisch gesehen gehören das Naturreservat und der Nationalpark Talampaya zur Ischigualasto-Formation, die sich durch gut erhaltene, etwa 230 Millionen Jahre alte Fossilien auszeichnet. Unter anderem entstammen dieser Formation einige der ältesten bekannten Dinosaurierfunde.

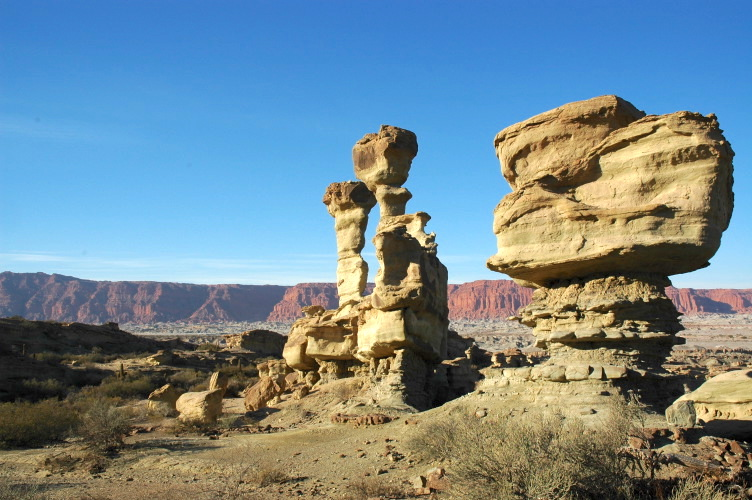
"El Submarino" (U-Boot)

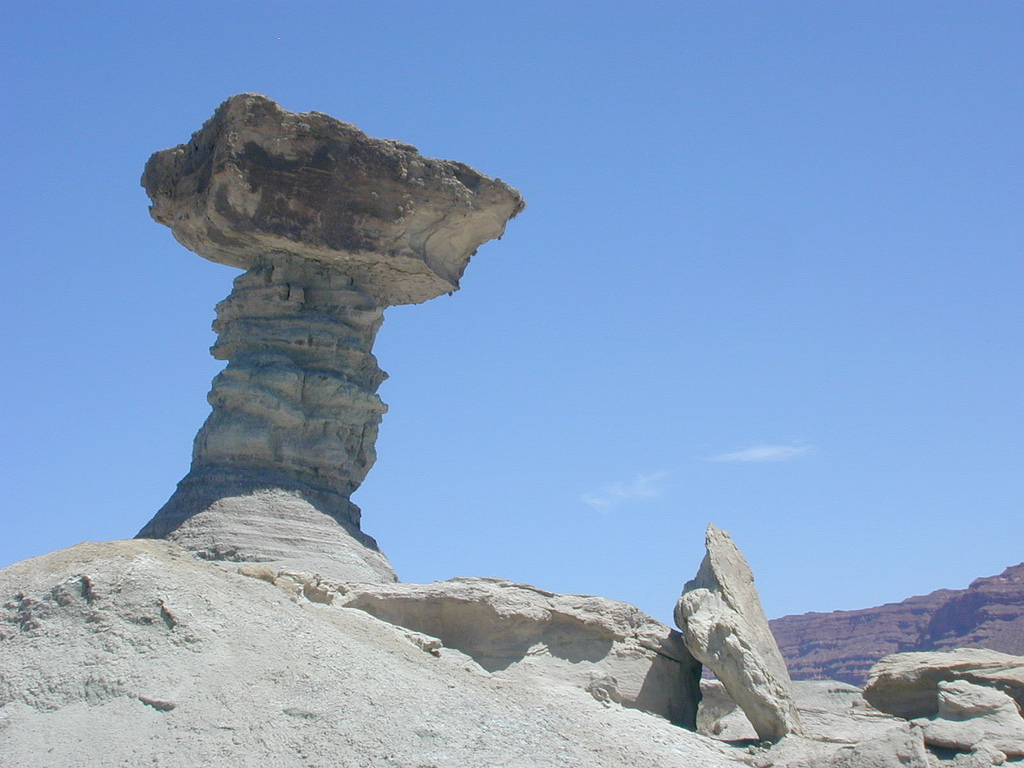
"El Hongo" (Pilz)

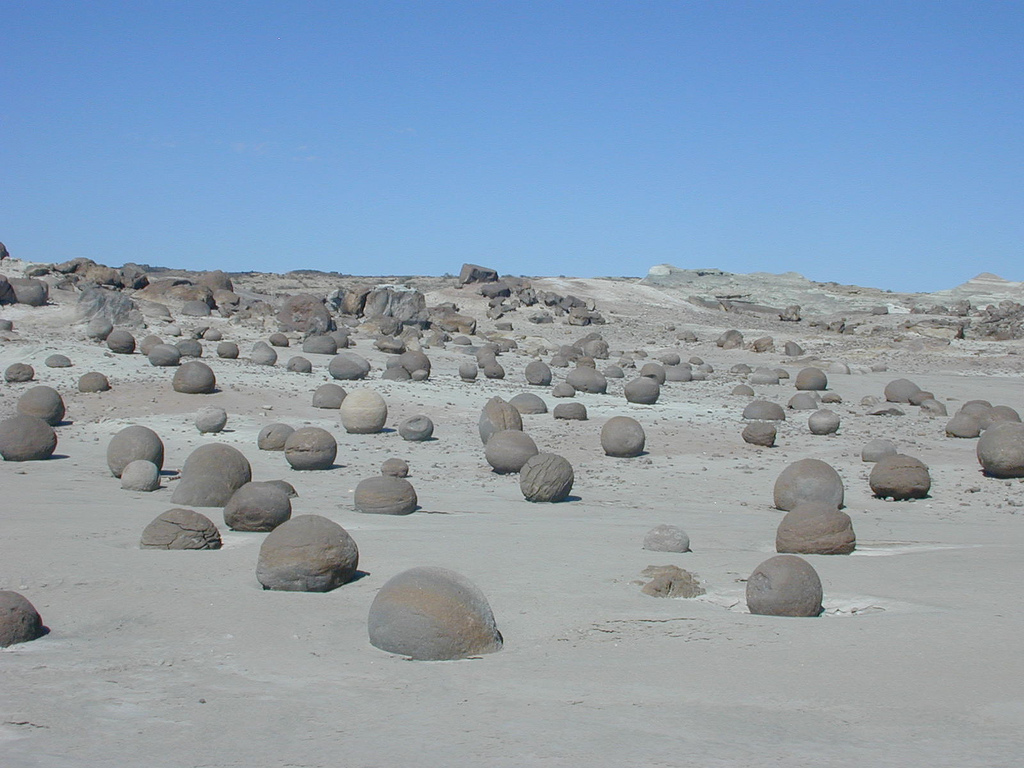
"Cancha de Bochas" (Bocciabahn)

## Das Naturreservat Ischigualasto
Das Reservat umfasst 8.000 Quadratkilometer und ist zum Schutz einer wüstenhaften Landschaft eingerichtet worden. Es existieren viele von der Erosion geschaffene skulpturartige, kuriose Gesteinsformationen, die oft an bekannte Objekte erinnern, wie das U-Boot, die Bocciabahn, der Pilz und die 1989 eingestürzte Wunderlampe Aladins, die bis dahin das Wahrzeichen des Parks war. Das Gebiet liegt etwa 1300 Meter über dem Meeresspiegel und beherbergt eine typische Wüstenvegetation, die aus Kakteen und Büschen besteht und die etwa 10 bis 20 % des gesamten Gebiets bedeckt. Das Klima ist sehr trocken, es regnet hauptsächlich während der Sommermonate; darüber hinaus gibt es starke Temperaturschwankungen von −10 °C bis +45 °C.
Ein konstanter Wind aus südlicher Richtung weht mit einer Geschwindigkeit von 20–40 km/h von mittags bis abends und wird manchmal von einem sehr starken Zonda (Föhnwind) begleitet.
Anders als im Nationalpark Talampaya kann man das Reservat Ischigualasto auch mit dem eigenen Auto erkunden, aber nicht alleine, sondern nur mit Führer. Der Zugang zum Reservat erfolgt über den kleinen Ort Los Baldecitos, eine komplette Infrastruktur befindet sich jedoch erst in Villa San Agustín (67 km südlich). Neben den Fossilfunden hat das Reservat auch eine archäologische Bedeutung, so gibt es Fundstätten vorkolumbianischer Kulturen.

## Ischigualasto-Formation
Die Ischigualasto-Formation besteht aus den 230 Millionen Jahre alten Ablagerungen des Karniums (späte Trias) und zeigt eine einzigartige Fossilfauna, die aus urtümlichen Reptilien, den Vorfahren der heutigen Säugetiere und Dinosauriern besteht. Die am häufigsten gefundenen Wirbeltiere sind Rhynchosaurier und Cynodonten, wobei Dinosaurier lediglich 6 % der Fossilfauna ausmachen. Trotzdem sind beide großen Abstammungslinien der Dinosaurier vertreten, die Ornithischia (Vogelbeckendinosaurier) und die Saurischia (Echsenbeckendinosaurier). Der am häufigsten gefundene Dinosaurier ist der räuberische Herrerasaurus; ein weiterer Fund, der für das Verständnis der frühen Evolution der Dinosaurier von hoher Wichtigkeit ist, wurde in den frühen 1990ern entdeckt und Eoraptor getauft.
Zu Zeiten der Ablagerungen war das Gebiet ein vulkanisch aktives, von Flüssen dominiertes Überschwemmungsgebiet mit starken periodischen Regenfällen. Versteinerte Baumstämme der Art Protojuniperoxylon ischigualastianus lassen auf eine üppige Vegetation mit über 40 Meter hohen Bäumen schließen. Außerdem wurden fossile Farne und Schachtelhalme gefunden.